# Uruhuasiopsis analis
Uruhuasiopsis analis là một loài ruồi trong họ Tachinidae.